# Harry Thompson
Harry Thompson (* 6. Februar 1960 in London; † 7. November 2005) war ein britischer Autor und Produzent. 

## Leben
Thompson arbeitete insbesondere als Drehbuchautor, schrieb aber auch die Biographien von Peter Cook und Hergé, dem Erfinder von Tintin. Seine erste Novelle This Thing Of Darkness stand in der Bestsellerliste.